# 溫亞德鎮區 (密蘇里州勞倫斯縣)
溫亞德鎮區（英語：Vineyard Township）是位於美國密蘇里州勞倫斯縣的一個行政鎮區。

## 地方資料
溫亞德鎮區的面積為144.37平方千米，當中陸地面積為143.65平方千米，而水域面積為0.72平方千米。根據2020年美國人口普查的數據，當地共有人口1046人，而人口密度為每平方千米7.25人。